# بيير-ألان فراو
بيير-ألان فراو (بالفرنسية: Pierre-Alain Frau) (15 أبريل 1980 في مونتيبيليارد) لاعب كرة قدم فرنسي يلعب حاليا في نادي الدرجة الأولى ليل الفرنسي في مركز المهاجم وكذلك يجيد اللعب في مركز الجناح .

## المسيرة الرياضية
بدأ فراو مسيرته الرياضية في نادي سوشو سنة 1997 . تم استدعائه للمشاركة مع منتخب فرنسا في بطولة كأس الأمم الأوروبية لكرة القدم للشباب تحت 21 سنة التي أقيمت في سويسرا سنة 2002 وفيها احتل منتخب فرنسا المركز الثاني بعد خسارته في المباراة النهائية من منتخب التشيك 1-3 بركلات الجزاء الترجيحية بعد انتهاء الوقتين الأصلي والإضافي بالتعادل السلبي بدون أهداف . في موسم 2003-2004 سجل 17 هدف لصالح نادي سوشو في 36 مباراة وفي بطولة كأس الاتحاد الأوروبي سجل 4 أهداف في 5 مباريات بالإضافة إلى هدفين في بطولة كأس الدوري الفرنسي . نتيجة لذلك قرر نادي ليون التعاقد مع فراو في صيف 2004 . غاب عن الكثير من مباريات موسم 2004-2005 بسبب الإصابة وتألق اللاعبين الأساسيين سيلفان ويلتورد ، نيلمار ، وجون كارو ولكنه ساهم قليلا في تحقيق النادي بطولة دوري الدرجة الأولى للموسم الثاني على التوالي . في يناير 2006 وافق على الانتقال إلى نادي لنس بعقد إعارة لنهاية الموسم . قدم فراو أداء عالي المستوى مع نادي لنس توجه بتسجيل 5 أهداف في 20 مباراة ورغب مسئولو نادي لنس في تحويل عقد الإعارة إلى عقد دائم ولكن فراو رفض البقاء معهم وفضل الانتقال إلى نادي العاصمة باريس سان جيرمان مقابل 4 ملايين جنيه إسترليني . في 1 يناير 2008 وافق على الانضمام إلى نادي ليل في عقد يمتد لثلاث مواسم ونصف وتم تسليمه القميص رقم 99 .

## الحياة الشخصية
فراو متزوج من روكسيلاني ولديه منها ابنة اسمها مايليا (11 يناير 2004) .

## روابط خارجية
- بيير-ألان فراو على موقع الاتحاد الأوربي (الإنجليزية)
- بيير-ألان فراو على موقع قاعدة بيانات كرة القدم.إي يو (الإنجليزية)
- بيير-ألان فراو على موقع ليكيب (الفرنسية)
- بيير-ألان فراو على موقع عالم كرة القدم.نت (الإنجليزية)
- بيير-ألان فراو على موقع كووورة
- بيير-ألان فراو على موقع AS.com (الإسبانية)